# Вінаго коричневий
Віна́го коричневий (Treron fulvicollis) — вид голубоподібних птахів родини голубових (Columbidae). Мешкає в Південно-Східній Азії.

## Опис
Довжина птаха становить 27 см. Виду притаманний статевий диморфізм. У самців голова і шия рудувато-коричневі, груди золотисто-зелені, спина має пурпуровий відтінок. Боки сірувато-зелені, живіт жовто-зелений. Крайні стернові пера сірувато-зелені, на кінці чорні, з сірими краями. Дзьоб світлий, на кінці блакитнувато-зелений, біля основи темно-червоний. Лапи червонуваті. У самиць груди жовтувато-зелені, лоб сірий. Забарвлення молодих птахів подібне до забарвлення самиць.

## Підвиди
Виділяють чотири підвиди:
- T. f. fulvicollis (Wagler, 1827) — Малайський півострів, Суматра і сусідні острови (зокрема, острови Ріау, Лінґґа[de], Банка і Белітунг);
- T. f. melopogenys (Oberholser, 1912) — острови Ніас і Сіберут (на захід від Суматри);
- T. f. oberholseri Chasen, 1935 — острови Натуна[en] (на північний захід від Калімантану);
- T. f. baramensis Meyer, AB, 1891 — Калімантан і сусідні острови.

## Поширення і екологія
Коричневі вінаго мешкають в М'янмі, Таїланді, Малайзії, Індонезії і Брунеї. Вони живуть у вологих і заболочених тропічних лісах, мангрових лісах, у вологих чагарникових заростях і садах. Зустрічаються на висоті до 1220 м над рівнем моря. Живляться плодами. Гніздяться на деревах або в чагарниках. В кладці 2 яйця.

## Збереження
МСОП класифікує стан збереження цього виду як близький до загрозливого. Коричневим вінаго загрожує знищення природного середовища.